# Sceloporus megalepidurus
Sceloporus megalepidurus är en ödleart som beskrevs av  Smith 1934. Sceloporus megalepidurus ingår i släktet Sceloporus och familjen Phrynosomatidae. IUCN kategoriserar arten globalt som sårbar.

## Underarter
Arten delas in i följande underarter:
- S. m. megalepidurus
- S. m. halli
- S. m. pictus